# Яворська Галина Михайлівна
Яворська Галина Михайлівна (нар. 20 листопада 1952[джерело не вказане 1938 днів]) — український мовознавець, доктор філологічних наук з 2000 року.

## Життєпис
- 1975 року закінчила Київський національний університет імені Тараса Шевченка.[джерело не вказане 1938 днів]
- Протягом 1976—1991 та 1994—2001 працювала в Інституті мовознавства імені О. О. Потебні НАН України-лаборант, молодший науковий співробітник, науковий співробітник.[1] Згодом — докторант, старший науковий співробітник, провідний науковий співробітник.[джерело не вказане 1938 днів]
- 1991—1994 рр. була старшим науковим співробітником відділу теорії масової комунікації та соціолінгвістики Інституту української мови НАН України.[2]
- Від 2001 року — державний експерт Національного інституту проблем міжнародної безпеки при Раді національної безпеки і оборони України.[3]

## Науковий доробок
- Розробляє проблеми соціолінгвістики;
- Проблеми соціокультурно зумовлених напрямів мовного планування та ролі пуристичних течій у становленні літературного стандарту української мови;
- Досліджує питання теорії та методології мовознавства, лексичної семантики й семантики типології;
- Вивчає українські культурні концепти;
- Займається аналізом сучасного українського політичного дискурсу
- Є співавтором кількох монографій.

### Дослідження
- монографія «Методологічні основи нових напрямів у світовому мовознавстві» (1992 р.)
- монографія «Перспективна лінгвістика як дискурс. Мова, культура, влада» (2000 р.)
- монографія «Лексико-семантична типологія у синхронії та діахронії» (1992 р.)
- стаття «Про концепт ДІМ в українській мові» (2004 р.)
- стаття «Реалії європейської інтеграції крізь призму політичного дискурсу» (2002 р.)
- монографія «Ісламська ідентичність в Україні» (2005 р.)